# Vincenzo Zarri
Vincenzo Zarri (* 23. Oktober 1929 in Bologna) ist Altbischof von Forlì-Bertinoro.

## Leben
Vincenzo Zarri empfing am 25. Juli 1952 die Priesterweihe.
Papst Paul VI. ernannte ihn am 24. Mai 1976 zum Weihbischof in Bologna und Titularbischof von Luni. Der Erzbischof von Bologna Antonio Kardinal Poma spendete ihm am 29. Juni desselben Jahres die Bischofsweihe; Mitkonsekratoren waren Marco Cé und Benito Cocchi, beide Weihbischöfe in Bologna.
Papst Johannes Paul II.  ernannte ihn am 9. April 1988 zum Bischof von Forlì-Bertinoro. Am 12. November 2005 nahm Papst Benedikt XVI. seinen altersbedingten Rücktritt an. Zarri kehrte danach in seine Heimatstadt Bologna zurück.